# Grand Prix Sezon 1909
Sezon Grand Prix 1909 – kolejny sezon wyścigów Grand Prix organizowanych w Europie i Stanach Zjednoczonych przez AIACR.

## Podsumowanie Sezonu
| Data            | Grand Prix     | Tor         | Zwycięzca (kierowcy) | Zwycięzca (konstruktorzy) | Wyniki |
| --------------- | -------------- | ----------- | -------------------- | ------------------------- | ------ |
| 2 maja          | Targa Florio   | Madonie     | Francesco Ciuppa     | S.P.A.                    | Wyniki |
| 30 października | Vanderbilt Cup | Long Island | Harry Grant          | ALCO                      | Wyniki |